# Honorato Tomelin
Honorato Tomelin (Jaraguá do Sul, 20 de setembro de 1913 – 4 de setembro de 2005) foi um jornalista e político brasileiro.
Filho de Antônio Tomelin e de Apolônia Moser Tomelin. Seu neto, Giancarlo Tomelin, foi deputado estadual na Assembleia Legislativa de Santa Catarina.
Candidato a deputado estadual para a Assembleia Legislativa de Santa Catarina nas eleições de 1954, pelo Partido de Representação Popular (PRP), obteve 1.092 votos, ficando na posição de 1º suplente e foi convocado, em 1958, para a 3ª Legislatura (1955-1959). Nas eleições seguintes recebeu 2.490 votos, foi suplente novamente, sendo convocado em 1959, tomando posse para a 4ª Legislatura (1959-1963).